# Vỹ Dạ
Vỹ Dạ là một phường thuộc thành phố Huế, Việt Nam.

## Địa lý
Phường Vỹ Dạ có diện tích 2,22 km², dân số năm 1999 là 14.928 người, mật độ dân số đạt 6.724 người/km².

## Lịch sử
Phường Vỹ Dạ (Vĩ Dạ) nằm trên đất làng Vĩ Dạ hay Vĩ Dã (nổi tiếng với bài thơ Đây thôn Vĩ Dạ của Hàn Mặc Tử). Nguyên thủy địa danh này là Vi Dã (葦野) có nghĩa là "cánh đồng lau sậy" nhưng vì biến âm đọc trại lâu ngày mà thành Vĩ Dạ. Theo Phủ biên tạp lục của Lê Quý Đôn, thì vào thế kỷ 18 thời các chúa Nguyễn là đất thuộc các làng xã Vỹ Dã Thượng, Vỹ Dã Hạ,... tổng Vỹ Dã, huyện Hương Trà, phủ Triệu Phong, xứ Thuận Hóa.
Ngày 30 tháng 11 năm 2024, Ủy ban Thường vụ Quốc hội ban hành Nghị quyết số 1314/NQ-UBTVQH15 về việc sắp xếp đơn vị hành chính cấp huyện, cấp xã của thành phố Huế giai đoạn 2023 – 2025 (nghị quyết có hiệu lực từ ngày 1 tháng 1 năm 2025). Theo đó, thành lập quận Thuận Hóa thuộc thành phố Huế. Phường Vỹ Dạ trực thuộc quận Thuận Hóa.

## Người nổi tiếng
- Lâm Vỹ Dạ, một diễn viên hài, diễn viên truyền hình nổi tiếng người Việt Nam sinh tại Huế.